# R·诺里斯·威廉斯

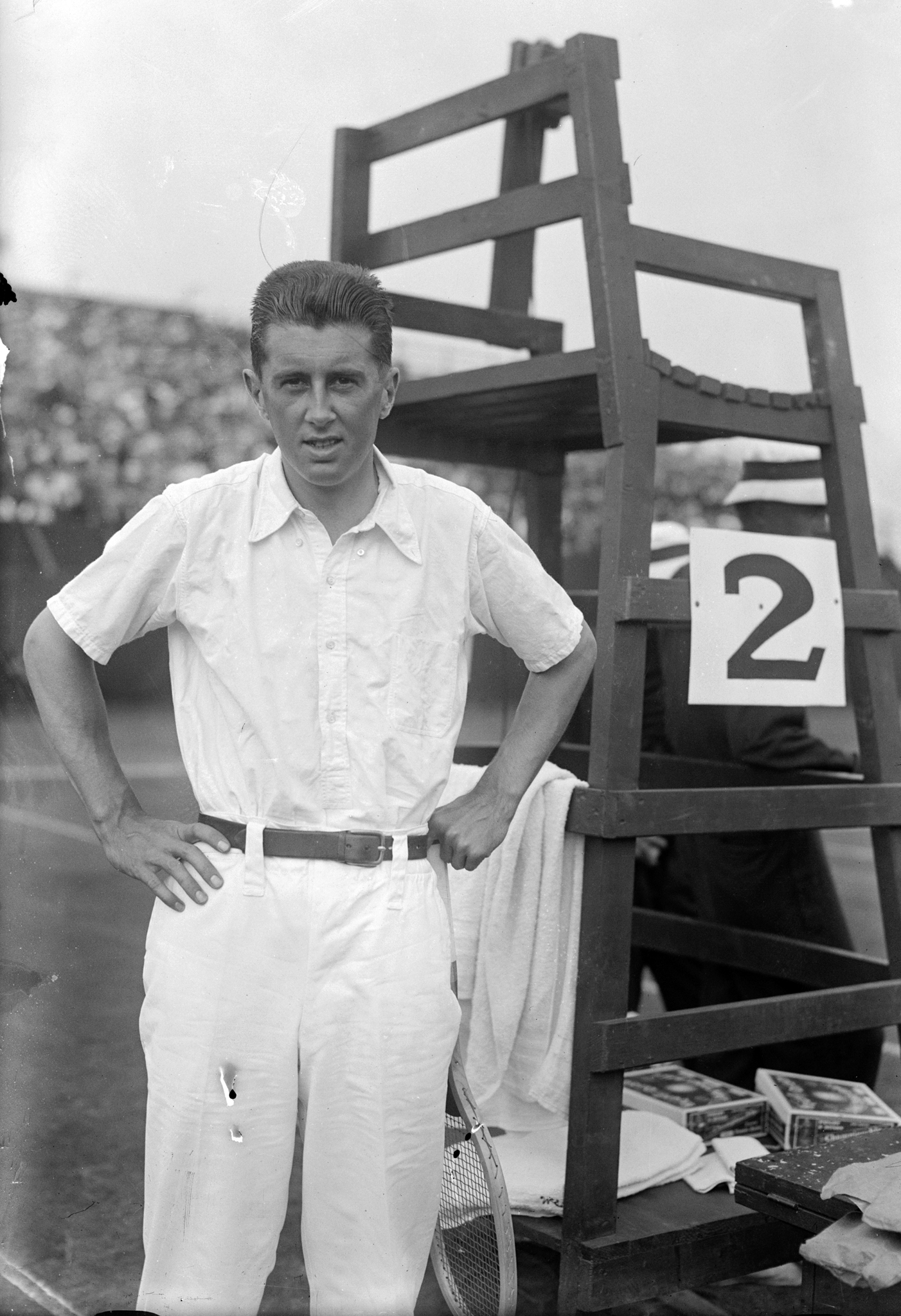
威廉斯在1916年與比爾·約翰斯頓的比賽中。

理查德·「迪克」·诺里斯·威廉斯二世（英語：Richard "Dick" Norris Williams II，1891年1月29日—1968年6月2日），一般稱R·諾里斯·威廉斯（英語：R. Norris Williams），是一名美國男子網球運動員，鐵達尼號生還者。他曾在1914年和1916年贏得美國全國網球錦標賽男子單打冠軍。1916年，他被USLTA評為美國第一，1914年被評為世界第二。